# Metropolización

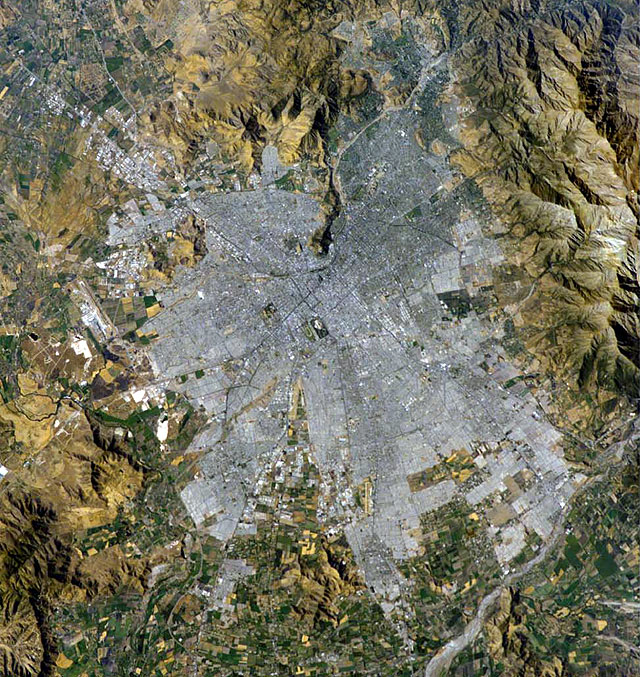
Fotografía aérea del ensanche urbano de Santiago de Chile

Se denomina metropolización, a un concepto geográfico que denota el crecimiento demográfico, espacial y operativo de las metrópolis o grandes ciudades que se caracterizan por su elevada complejidad.
Las metrópolis se caracterizan por abarcar amplios territorios, muchas veces su crecimiento se ha desarrollado en forma de franjas sobre las periferias de ciudades existentes o a lo largo de rutas o vías férreas que comunican con el centro de la metrópolis. Como consecuencia del crecimiento a veces ciudades vecinas terminan adosándose de hecho formando megalópolis, como por ejemplo la aglomeración formada por las ciudades de Boston, México, Nueva York, Buenos Aires, Filadelfia, París, Baltimore, y Washington.
Junto con el crecimiento de estos centros urbanos de gran escala se observa la transformación de las mismas y de su base económica la cual se ha observado en general incluye elementos que indican un cambio desde la sociedad industrial hacia modelos de sociedades postindustriales.

## Desafíos
Estos grandes conglomerados humanos representan grandes desafíos en cuanto a su gestión y gobierno. Temas tales como: el suministro de agua potable, la gestión de aguas residuales, la provisión de vías de comunicación, el desarrollo urbano y recreativo, el desarrollo de actividades económicas e industriales, la provisión de servicios de seguridad y sanidad, además del gobierno y el suministro de justicia, requieren de una cuidadosa atención, para asegurar que las diversas jurisdicciones vecinas trabajen en forma coordinada de manera de proveer un ámbito apropiado para los seres humanos.